# Luca Meisl
Luca Emanuel Meisl (Salzburg, 4 maart 1999) is een Oostenrijks voetballer die sinds 2022 uitkomt voor Beerschot VA.

## Clubcarrière
Meisl genoot zijn jeugdopleiding bij SV Kuchl en Red Bull Salzburg. In het seizoen 2016/17 maakte hij zijn officiële debuut bij FC Liefering, de satellietclub van Red Bull Salzburg in de Erste Liga. Op 21 september 2017 maakte hij zijn officiële debuut in het eerste elftal van Red Bull Salzburg: in de bekerwedstrijd tegen ASK-BSC Bruck/Leitha (1-3-winst na verlengingen) viel hij in de 72e minuut in voor Andreas Ulmer. Op de slotspeeldag van het seizoen 2017/18 liet trainer Marco Rose hem in de 4-0-nederlaag tegen Austria Wien in de 81e minuut invallen voor Duje Ćaleta-Car.
Tussen 2018 en 2020 speelde hij op uitleenbasis bij SKN Sankt Pölten, waar hij achtereenvolgens zesde en negende eindigde in de Bundesliga. In september 2020 stapte hij op definitieve basis over naar SV Ried, waarmee hij eveneens twee seizoenen in de Bundesliga voetbalde.
In juli 2022 ondertekende Meisl een tweejarig contract met optie op een extra seizoen bij Beerschot VA, dat net uit de Jupiler Pro League was gedegradeerd.

## Interlandcarrière
Meisl debuteerde in 2014 als Oostenrijks jeugdinternational.